# Cabello eugeni
Cabello eugeni là một loài nhện trong họ Theridiidae. Chúng thuộc chi đơn loài Cabello và được Herbert Walter Levi miêu tả năm 1964.